# Ingrid Bjoner
Ingrid Kristine Bjoner Pierpoint (Kråkstad, Noruega, 8 de novembre de 1927 – Oslo, 4 de setembre de 2006) fou una soprano noruega que va tenir una prolífica carrera internacional d'òpera entre 1956 i 1990. Van ser especialment aplaudides les seves interpretacions de papers d'heroïnes wagnerianes i d'òperes de Richard Strauss. A més d'actuar en òperes, Bjoner fou també una apreciada solista de concerts i recitals al llarg de tot la seva carrera. En 1964, li va ser atorgada a medalla St. Olaf pel rei Olaf V de Noruega.

## Biografia

### Primers anys i carrera
Bjoner va néixer en Kråkstad i va rebre formació de farmacèutica en la Universitat d'Oslo. Durant el temps que van durar aquests estudis va estudiar per afició música amb Gudrun Boellemose. Va cridar notablement l'atenció arran d'una extraordinària actuació a la Catedral d'Oslo, la qual va reorientar el seu camí cap a una carrera musical professional. Va viatjar a Alemanya per a prendre lliçons de cant amb Paul Lohmann a l'Escola de Música de Frankfurt i amb Franziska Mattienseen-Lohmann en Düsseldorf.
En 1956 Bjoner va fer el seu debut professional cantant el paper de la Tercera Norna en una producció emesa per ràdio de l'òpera Götterdämmerung de Wagner, produït per la Norsk Rikskringkasting i protagonitzada per Kirsten Flagstad com Brunilda. En 1957 va fer el debut escènic com a Donna Anna del Don Giovanni de Mozart amb l'Òpera Nacional de Noruega. Va repetir el mateix paper aquell mateix l'any pel seu debut a l'Òpera de Wuppertal. Bjoner va cantar uns quants papers més a Wuppertal entre 1957 i 1959. En 1957 va interpretar el paper protagonista de Rodelinda de Haendel al Teatre del Castell de Drottningholm per al Festival de Drottningholm, després d'una invitació de Kirsten Flagstad, soprano llavors retirada i directora de l'Òpera Nacional Noruega.

### Ascens a la fama
En 1959 Bjoner va ser contractada per la Deutsche Oper am Rhein (una companyia amb base a Düsseldorf i Duisburg), on va cantar regularment al llarg de tres temporades. Aquell mateix any va fer la seva primera aparició a l'Òpera de l'Estat de Viena, on va tornar periòdicament fins a 1986, en papers com ara Ariadna de Ariadne auf Naxos de Richard Strauss, Desdemona en Otello de Verdi, Leonora a Fidelio de Beethoven, Rezia en Oberon de Weber i el paper protagonista en Turandot de Puccini.
En 1960 Bjoner va fer el seu debut als Estats Units d'Amèrica, amb l'Òpera de San Francisco, com a Elsa de Lohengrin de Wagner, i el seu debut al Festival de Bayreuth com a Freia, Helmwige, i Gutrune en Der Ring des Nibelungen de Wagern, ambdós amb molt d'èxit. El mateix any va signar contractes amb la Opera Reial Sueca i amb l'Òpera Nacional de Noruega, on va participar al llarg de les dècades del 1960 i 1970. Alhora va signar compromisos amb diversos teatres d'òpera d'arreu del món per cantar-hi al llarg de la dècada del 1960, incloent-hi l'Opera Nacional Polonesa, La Monnaie de Brussel·les, el Teatro dell'Opera di Roma, Òpera Estatal d'Hamburg, Òpera de l'Estat de Viena, Òpera de Vancouver, Òpera de Zuric, Òpera de Miami, Companyia Lírica d'Òpera de Filadèlfia i el Royal Opera House Covent Garden de Londres, entre d'altres.
En 1961 Bjoner va ser contractada per l'Òpera Estatal de Baviera, on va treballar en diverses produccions fins a 1965. Va interpretar papers com ara l'Emperadriu en Die Frau ohne Schatten de Richard Strauss(1963), el paper protagonista en Daphne (1964) de Strauss i Isolda en Tristan und Isolde de Wagner (1965), entre d'altres. Durant aquell temps Bjoner també va ser contractada pel Metropolitan Opera (MET) de Nova York, amb actuacions entre 1961 i 1967. Va fer el seu debut al MET com l'Elsa, el 28 d'octubre de 1961 amb Sándor Kónya com a Lohengrin. Durant aquell temps va interpretar al MET papers com ara Ariadna, Comtessa Almaviva en Les noces de Fígaro, Donna Anna, l'Emperadriu, Eva, a Die Meistersinger von Nürnberg, i Gutrune. També a Nova York va cantar el paper de La Duquessa de Parma en l'estrena als EUA del Doktor Faust de Ferruccio Busoni, en una audició de concert al Carnegie Hall de Nova York l'1 de desembre de 1964.

### Maduresa
En 1965 Bjoner va debutar a La Scala de Milà com a Elsa i el 1967 va tornar al Covent Garden per a interpretar tres òperes: Leonora a Fidelio, Senta en Der fliegende Holländer, i Sieglinde a Die Walküre. Aquell any va fer el seu debut en el Teatre Colón de Buenos Aires com a Emperadriu en Die Frau ohne Schatten, per tornar el 1969 amb Der Freischütz, Fidelio, Der fliegende Holländer i en 1980 de nou com a Leonora. Va aparèixer en el Festival de Salzburg en 1969 i 1970 com a Leonora, tornant a cantar aquest paper en el seu retorn l MET en 1971. En 1970 va interpretar per primera vegada en el Teatro Real de Madrid, l'Òpera Reial Danesa, i l'Òpera de Pittsburgh. En 1972 va fer el seu debut al Palais Garnier cantant Isolda i el paper principal de Tosca Giacomo Puccini. Va tornar al MET en 1974 per cantar Turandot, i a La Scala en 1975 per cantar Brunilda a Götterdämmerung. Altres aparicions notables durant la dècada de 1970 inclouen actuacions a la Staatsoper de Stuttgart, Reial Òpera Sueca, Òpera Nacional de Noruega, Deutsche Oper de Berlín, Òpera de Viena i a diversos Festivals de Bayreuth, entre d'altres. En 1970 va cantar al Gran Teatre del Liceu de Barcelona l'òpera Tristan und Isolde de Wagner, tornant en 1973 per a cantar Turandot.
En 1981 Bjoner va fer el seu debut a l'Òpera de Colònia com Elisabeth de Tannhäuser. En 1985 va dirigir la seva primera òpera, Elektra de Strauss, a l'Òpera Nacional de Noruega, que també va protagonitzar en el paper principal. Va repetir-ho l'any següent a la Reial Òpera Danesa. En 1986 va tornar al Festival de Bayreuth per a cantar Isolda i Kostelnička Buryjovka de Jenůfa. En 1987 va enregistrar Elektra per a la companyia radiofònica italiana RAI i en 1988 va tornar a l'Òpera Estatal de Baviera per a cantar Färberin en Die Frau ohne Schatten. L'any 1989 va aparèixer com Senta a l'Òpera Nacional de Noruega i va actuar en el seu comiat de l'òpera en 1990 com Färberin en el Badisches Staatstheater de Karlsruhe.
Després de retirar-se de la seva carrera escènica, Bjoner es va dedicar a l'ensenyament de cant en la l'Acadèmia Noruega de la Música i en la Reial Acadèmia Danesa de Música. Una de les seves deixebles més notables va ser la soprano Turid Karlsen.